# Renanthera pulchella
Renanthera pulchella är en orkidéart som beskrevs av Robert Allen Rolfe. Renanthera pulchella ingår i släktet Renanthera och familjen orkidéer.
Artens utbredningsområde är Burma. Inga underarter finns listade i Catalogue of Life.